# 브라질 국민회의

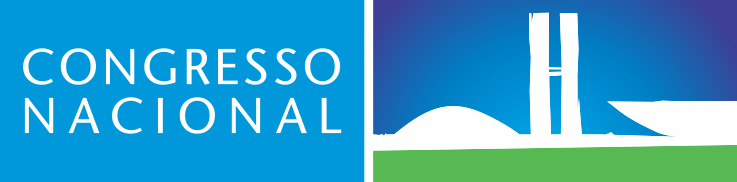

브라질 국민회의(브라질 포르투갈어: Congresso Nacional do Brasil)는 브라질의 연방 입법부이다. 양원제 의회로서, 상원인 브라질 연방상원과 하원인 브라질 대의원으로 이루어져 있다. 상원은 각 주에서 대표 3명을 뽑아 구성하며, 각 의원의 임기는 8년이나 4년마다 상원의 3분의 1 또는 3분의 2를 재선한다. 하원은 비례대표제에 의해 선출되며 의원의 임기는 4년이다.
회의는 매년 브라질리아에서 2월 2일에서 12월 22일까지 열리나, 7월 17일에서 8월 1일 사이에는 휴회한다.

## 의회
- 브라질 연방상원 (상원)
- 브라질 대의원 (하원)

## 같이 보기
- 브라질 대의원
- 브라질 연방상원
- 플라나우투궁